# Ratoath
Ratoath (Irsk: Ráth Tó) er en irsk by i County Meath i provinsen Leinster, i den centrale del af Republikken Irland med en befolkning (inkl. opland) på 7.249 indb i 2006 (3.794 i 2002). 